# Jerzy Szurig

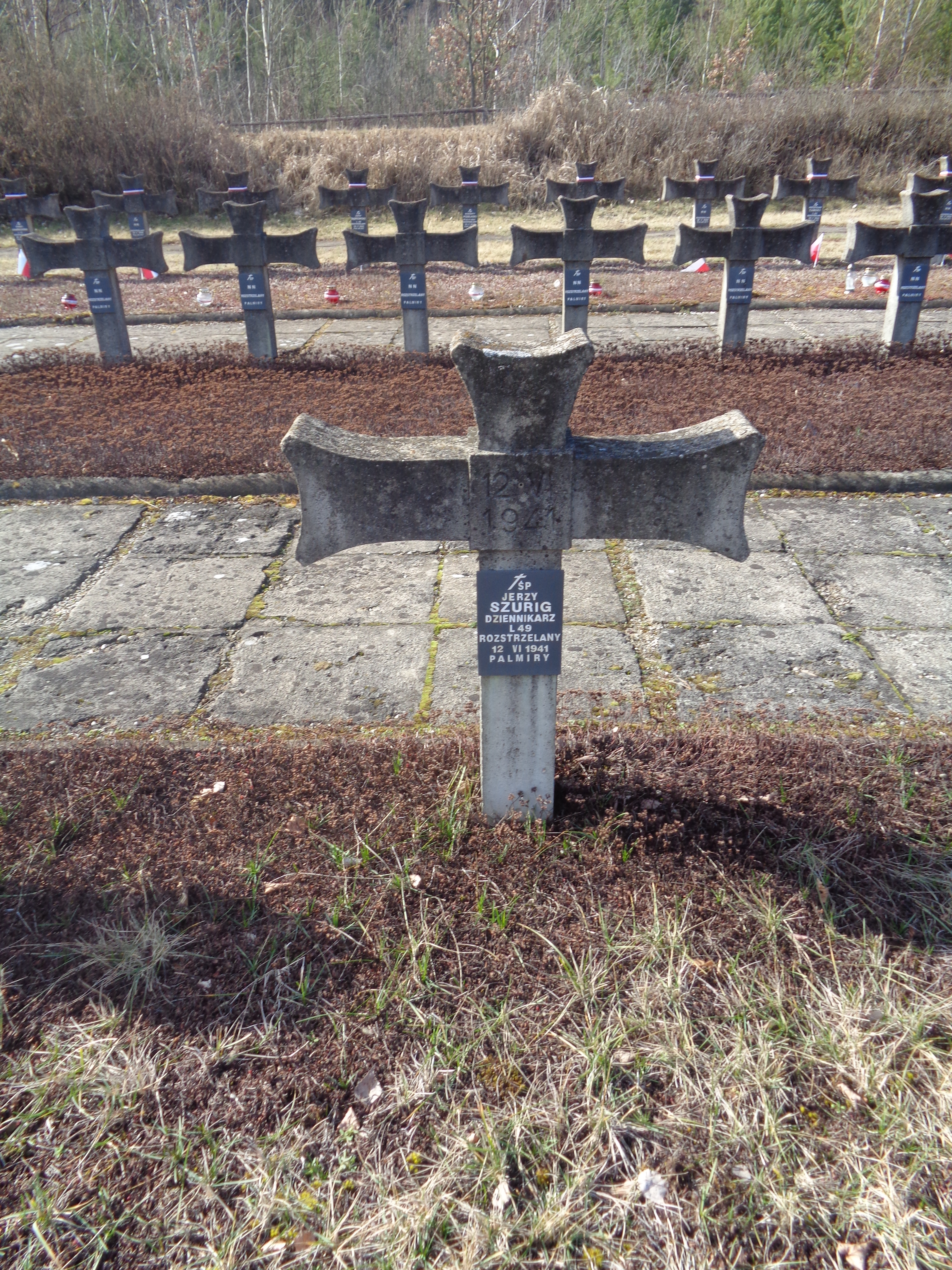
Grób Jerzego Szuriga na cmentarzu w Palmirach

Jerzy Szurig (Schurig), pseud Nader (ur. 1 maja 1893 w Warszawie, zm. 12 czerwca 1941 w Palmirach) – polski działacz niepodległościowy i syndykalistyczny, publicysta związany z lewicą sanacyjną, czołowy – obok Kazimierza Zakrzewskiego – teoretyk polskiego syndykalizmu, współzałożyciel Związku Syndykalistów Polskich, adwokat, plutonowy rezerwy Wojska Polskiego, kawaler Orderu Virtuti Militari.

## Życiorys
Urodził się 1 maja 1893 w Warszawie, ówczesnej stolicy Królestwa Polskiego, w rodzinie Bolesława i Joanny z domu Kadecz. Był starszym bratem Wacława (1896–1992), ekonomisty. W 1905 wziął udział w strajku szkolnym. W tym samym roku rozpoczął naukę w Gimnazjum gen. Pawła Chrzanowskiego. Po zdaniu matury wyjechał do Francji, gdzie rozpoczął studia na Wydziale Prawa Uniwersytetu Paryskiego. W czasie studiów był członkiem Związku Młodzieży Postępowo-Niepodległościowej i Związku Strzeleckiego.
W 1914, po wybuchu I wojny światowej, wstąpił jako ochotnik do I-go Oddziału Polskiego we Francji. Wyróżnił się 18 stycznia 1915 w walkach w Szampanii. Kapitan Jan Kozierowski w sporządzonym wniosku na odznaczenie Jerzego Szuriga orderem „Virtuti Militari” napisał:

bardzo dobry i dzielny żonierz. 18 stycznia 1915 w Szampanii, wysłany na czele patrolu, posuwając się pod gwałtownym ogniem karabinów maszynowych, mimo otrzymanej w trakcie tego ciężkiej rany, wywiązał się ze swego zadania, przynosząc ważne wiadomości o niemieckich zgrupowaniach w pierwszej linii oraz nawiązując utraconą łączność z sąsiednim pułkiem.

W 1916 został zwolniony z wojska jako inwalida wojenny. W 1919 ukończył studia i wrócił do kraju. W 1920 walczył jako ochotnik w wojnie polsko-bolszewickiej.
Po zdemobilizowaniu podjął pracę w redakcji czasopisma „L'Est Europeen”, wydawanego przez Ministerstwo Spraw Zagranicznych. W ramach osadnictwa wojskowego otrzymał działkę we wsi Piłsudy. Po przewrocie majowym, w latach 1926–1930 działał w Związku Naprawy Rzeczypospolitej, którego organ naczelny „Przełom” wychodził pod jego redakcją do 1935. Odegrał pierwszoplanową rolę w organizowaniu i działalności Generalnej Federacji Pracy, również wydając adresowany do robotników organ prasowy GFP: dwutygodnik „Solidarność Pracy”. Do wybuchu wojny obronnej 1939 pełnił funkcję sekretarza generalnego Związku Związków Zawodowych, redagując wychodzący pod auspicjami ZZZ „Front Robotniczy”. Mieszkał w Warszawie przy ul. Elektoralnej 23 m. 1.
Był współzałożycielem powstałej w październiku 1939 w Warszawie organizacji konspiracyjnej Związek Syndykalistów Polskich, pracował w Biurze Informacji i Propagandy Związku Walki Zbrojnej. 17 lutego 1941 aresztowany, izolowany w III oddziale Pawiaka.
Został rozstrzelany przez Niemców 12 czerwca 1941 w Palmirach.

## Ordery i odznaczenia
- Krzyż Srebrny Orderu Wojskowego Virtuti Militari nr 5719 – 27 września 1922[6][7]
- Krzyż Niepodległości – 15 czerwca 1932 „za pracę w dziele odzyskania niepodległości”[8][2][9][10]
- Krzyż Walecznych nr 2640[1]
- francuski Krzyż Wojenny[1]